# Kathedrale von Vác

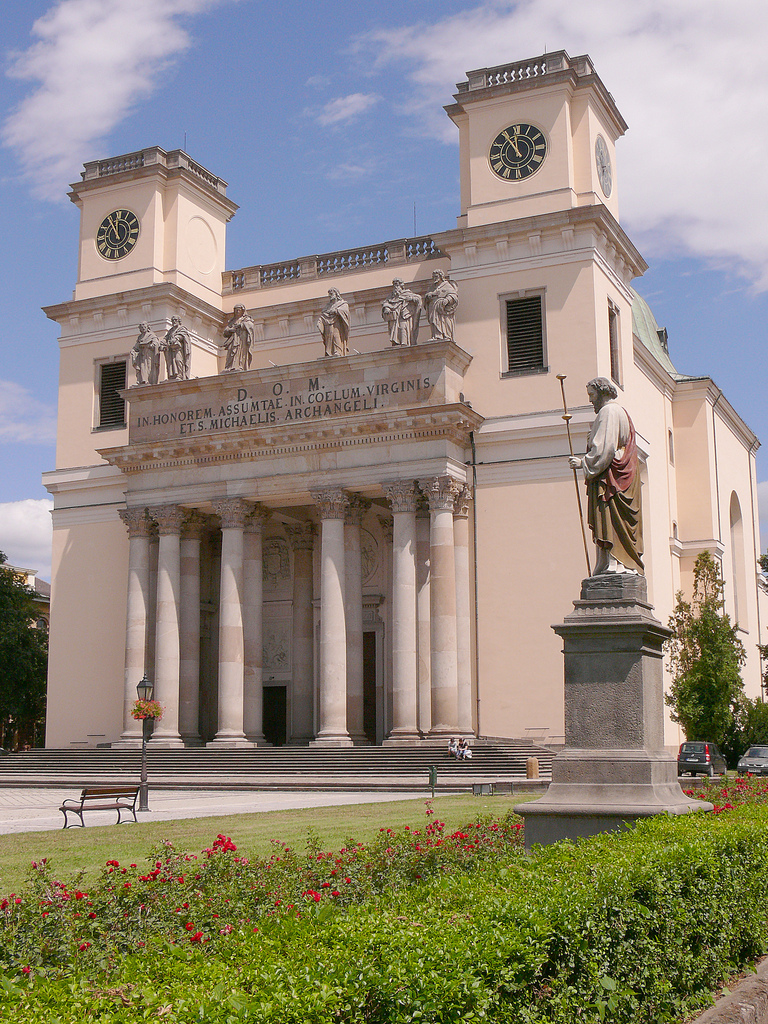
Kathedrale von Vác

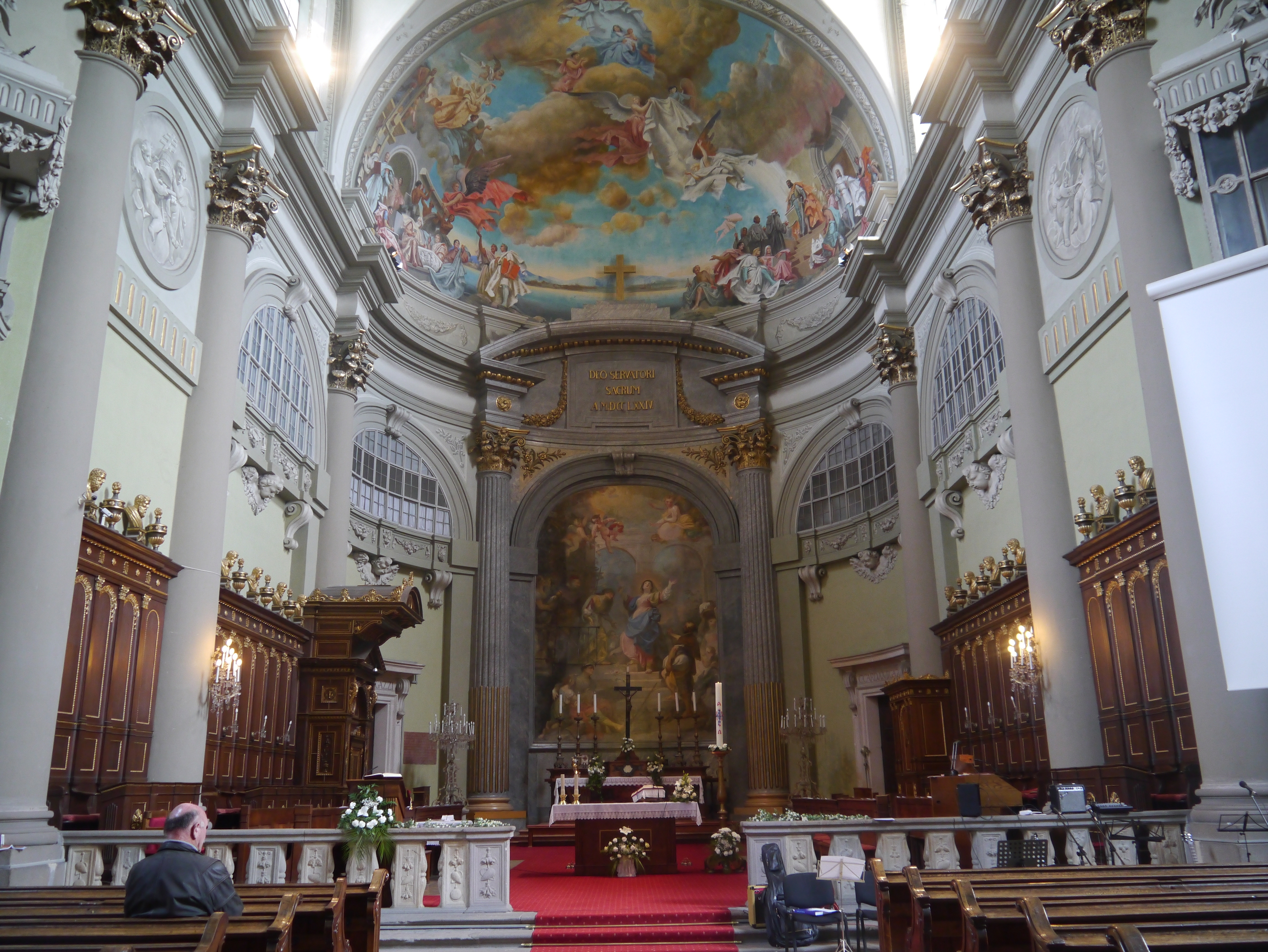
Innenraum

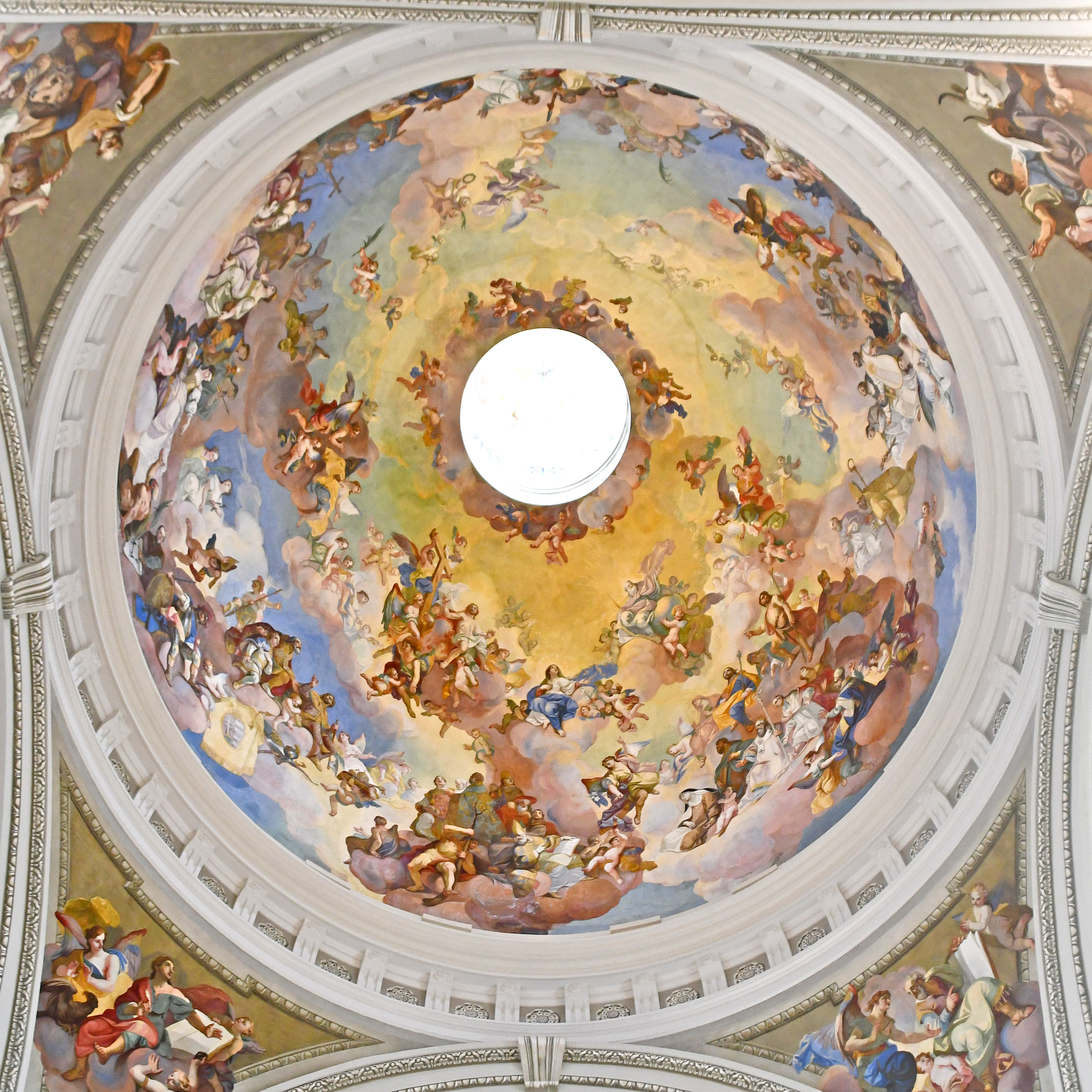
Kuppel

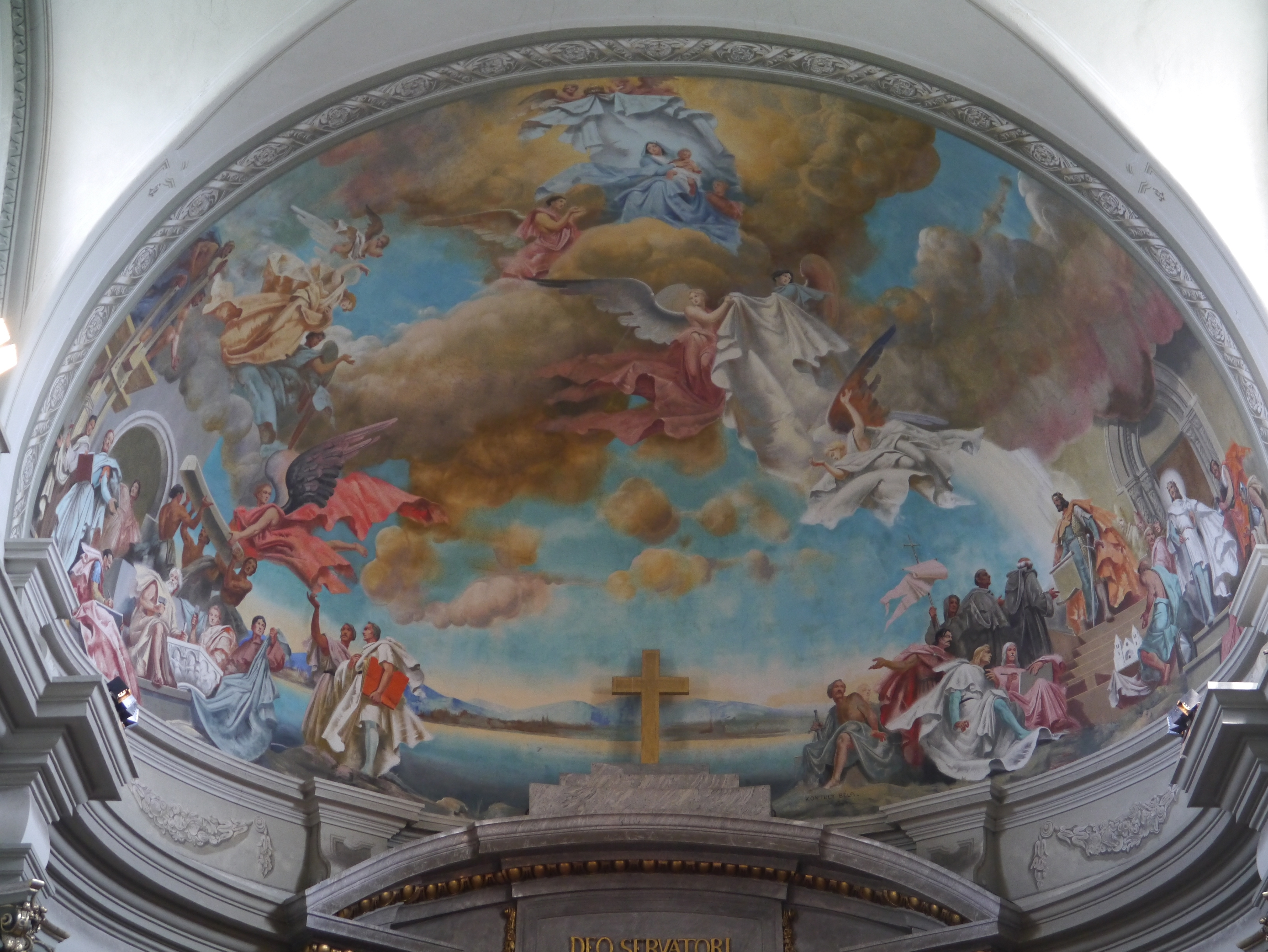
Apsiswölbung vor 2021

Die Kathedrale von Vác (ungarisch Nagyboldogasszony-székesegyház) in der ungarischen Stadt Vác ist die Bischofskirche des römisch-katholischen Bistums Vác. Sie ist der Himmelfahrt Mariens und dem Erzengel Michael geweiht.

## Geschichte
Das Bistum wurde bereits 1004 unter Stephan I. gegründet. Eine erste Kathedrale befand sich 1074 an dieser Stelle. Sie wurde im 14. Jahrhundert während des Mongolensturms zerstört. Während der osmanischen Besatzung Ungarns brachen auch die letzten Reste des Mauerwerks zusammen. Einige der Ruinen sind heute noch sichtbar. Erst nach dem Abzug der Türken konnte eine neue Kirche errichtet werden. Einen größeren Neubau nach Plänen von Franz Anton Pilgram veranlasste Bischof Karl Eszterházy aus der bedeutenden ungarischen Magnatenfamilie (reg. 1760–1762). Sein Nachfolger Christoph Migazzi stand diesem Entwurf jedoch kritisch gegenüber, weshalb die bereits begonnene Kathedrale von Isidore Canevale weitergeführt wurde, dessen Konzept wesentlich weniger Kosten verursachte. Die Bauarbeiten begannen 1761. Bereits 1772 konnte die Kathedrale aufgrund guter Finanzierung geweiht werden. Die Ausstattungsarbeiten dauerten noch bis 1777. Die heutige Kirche ist die fünfte Kirche an dieser Stelle. 1944 fiel eine sowjetische Bombe in die Kuppel, detonierte aber nicht. Ein Fresko in der Kirche stellt dieses Wunder dar.

## Beschreibung
Die Hauptfassade mit ihren zwei Türmen ist zur Donau gerichtet und prägt die Stadtsilhouette. Obwohl die Kirche ein Barockbauwerk ist, zeigt sie schon deutliche Merkmale des Klassizismus. Das 72 Meter lange und 34 Meter breite Bauwerk wird von einer 55 Meter hohen Kuppel überragt, die selbst einen Durchmesser von 38 Metern aufweist. In den beiden Türmen hängen fünf Glocken, wovon sich die größte mit 4.200 kg im Südturm befindet, die anderen hängen im Nordturm. Die Uhren stammen von der Firma Rancz.
Der 50 Meter lange Innenraum des Doms präsentiert sich mit korinthischen Säulen. Die hinteren Säulen zum Chor hin stehen dichter zusammen als am Eingang. Durch diesen perspektivischen Effekt wird der Blick auf den Chor gelenkt, die Säulen dienen dabei als Tor. Sonst präsentiert sich der Innenraum in barocker Pracht. Die Farbe Blau dominiert den Kirchenraum, der bei nur 278 Sitzplätzen bis zu 5.000 Gläubige fasst.
Das Fresko in der Kuppel stammt von Franz Anton Maulbertsch und zeigt 14 ungarische Heilige, die Heiligste Dreifaltigkeit sowie die Himmelfahrt Marias. Das Hochaltarbild wurde 1771/1772 ebenfalls von Maulbertsch geschaffen und zeigt den Besuch Marias bei Elisabeth. Nach dem Krieg wurden einige Fresken ergänzt. Diese sind eher grau gehalten und zeigen unter anderem die Gründung des Bistums durch den heiligen Stephan sowie das Abendmahl.
In der Kirche befinden sich vier Seitenaltäre, unter anderem vom Kremser Schmidt. Sie zeigen den heiligen Johannes von Nepomuk, den heiligen Antonius von Padua, die Himmelfahrt Mariens und den Erzengel Michael, der den Teufel verbannt. In der Krypta unter der Kirche sind Bischöfe und Domherren bestattet. Links des Chors befindet sich auch eine aufwändig gestaltete Kanzel. An gleicher Stelle auf der rechten Seite des Chors befindet sich ein Oratorium, das aus Symmetriegründen als Gegenkanzel dient.
Der Chor wird von zwei kleinen Orgeln flankiert, die Teil eines Orgelsystems sind. Die Hauptorgel befindet sich gegenüber dem Chor über dem Haupteingang. Sie stammt aus der Orgelbauwerkstatt Rieger und wurde erst 1940 im Dom installiert. Die Beschädigungen im Zweiten Weltkrieg waren enorm, aber die Orgel konnte bis 1950 restauriert werden. Von den ursprünglich 48 Registern blieben allerdings nur 32 übrig. 1981/82 wurde die Orgel nochmals restauriert.